# Побег Карла II
После окончательного поражения кавалеров в битве при Вустере 3 сентября 1651 года в ходе гражданской войны в Англии будущий король Англии Карл II, бывший уже королём Шотландии), был вынужден бежать из страны. За информацию, ведущую к поимке Карла, было объявлено вознаграждение в размере 1 тыс. ф. с. Опираясь на поддержку сети дворян-роялистов, Карл сначала попытался бежать в Уэльс, затем, замаскированный под слугу — в Бристоль, позже, замаскированный под сбежавшего любовника — на южное побережье в Чармуте. Наконец, он поехал на восток в Шорхэм, откуда 15 октября 1651 года уплыл на угольном судне во Францию.

## Побег

### Уход из Вустера
После битвы при Вустере 3 сентября 1651 года Карл Стюарт вернулся в своё жильё в Вустере, откуда сбежал через чёрный ход после прибытия парламентских сил. Он бежал из города через ворота Святого Мартина на север в компании лорда Уилмота, лорда Дерби Джеймса Стэнли, Чарльза Гиффарда (или Гиффорда) и других. Карл хотел поехать в Лондон, а не в Шотландию, как большинство из его спутников. О своём плане он поведал только Уилмоту, договорившись о встрече в таверне «Три журавля». В этот момент наступила ночь, у Стюарта не было убежища, и он нуждался в поддержке своей небольшой группы верных офицеров.
Королевский отряд из около шестидесяти конных офицеров первоначально направился на север из Вустера, хотя их точный маршрут неизвестен. Самый ранний письменный отчёт принадлежит Блаунту, который упоминает «Кинвер-Хит недалеко от Киддерминстера» и Стаурбриджа. Эта группа могла быть группой беглецов, которых Ричард Бакстер заметил проезжавшими через Киддерминстер. Одна интерпретация определяет Кинвер-Хит как пустошь, остатком которой является Кинвер-Эдж, и в этом случае группа, вероятно, пересекла бы мост Кукли и прошла через Блейксхолл. Однако вряд ли они отправились бы оттуда в Стоурбридж, так как это потребовало бы их резкого поворота на восток. Альтернативное объяснение состоит в том, что рассматриваемая пустошь находилась в восточной части округа Кинвер, к востоку от Каунсолла, Уиттингтона, Дансли, включая Иверли, простираясь за границу в сторону Хэгли, Педмора, Олдсвинфорда и Волластона. По версии Уиллис-Бунда, они выбрали прямой путь в Стоурбридж, хотя и через Хэгли, но это не привело бы их туда ни через Киддерминстер, ни через что-либо, что можно было бы назвать Кинвер-Хит.
В Кинвер-Хит группа посовещалась, и лорд Дерби в качестве безопасного убежища предложил Боскобел-Хаус в Шропшире. Сам он укрывался там после битвы при Уиган-лейн на прошлой неделе с помощью пяти арендаторов-католиков братьев Пендрелл. Сопровождавший группу владелец дома Чарльз Гиффард согласился, но предположил, что безопаснее будет находиться в его поместье Уайт Ледис Прайори.
Согласовав этот план, группа направилась в сторону Стоурбриджа. В городе находился гарнизон парламентских войск, но Карл миновал их, не подняв тревоги. Снова направившись на север, группа ненадолго остановилась в Уордсли, а рано утром 4 сентября прибыла в «Белые дамы».

### Боскобел-Хаус, попытка бегства в Уэльс
В «Белых дамах» короля встретил Джордж Пендрелл. Он связался со своим братом Ричардом, который занимался сельским хозяйством в Хоббал-Грандж, недалеко от Тонга. Вместе они замаскировали короля под батрака, «в кожаном камзоле, паре зеленых бриджей и комбинезоне… такого же зелёного цвета,… самого грубого полотна»; и Ричард подрезал королю волосы, оставив их короткими на макушке, но длинными по бокам. Собравшиеся решили, что королю будет безопаснее путешествовать практически одному, и поэтому всех его сторонников, кроме лорда Уилмота, убедили уйти.
На рассвете и под проливным дождем Карла перевели из «Белых дам» в соседний Спринг-Коппис в поместье, где он спрятался там с Ричардом Пендреллом. Вскоре после этого рота местной милиции остановилась в «Белых дамах» и спросила собравшихся, видели-ли они короля. Солдатам сказали, что он был тут некоторое время назад; они прошли дальше в путь, но Карл смог увидеть их, когда они проезжали мимо.
Пендреллы научили Карла говорить с местным акцентом и ходить как простой обыватель. Они объяснили, что не знают способа безопасно доставить его в Лондон, но что в доме живущего недалеко от реки Северн их знакомого Фрэнсиса Вульфа Мадли Корт есть несколько укрытий. После наступления темноты Ричард Пендрелл отвез Карла в Хоббол-Грейндж, где он пообедал, а затем немедленно отправился в Мадли, надеясь в конечном итоге пересечь реку Северн в Уэльсе, где роялисты пользовались сильной поддержкой. На мельнице Эвелит их окликнул местный мельник, и пара сбежала, хотя позже выяснилось, что он был роялистом и скрывал некоторых членов побежденной армии. Карл и Ричард прибыли в Мадли-Корт около полуночи 5 сентября.
В Мэдли Вулф сказал Ричарду и королю, что его дом больше не в безопасности, но предоставил Карлу сарай, пока Ричард и Вулф осматривали перекрестки через Северн. Они обнаружили, что река очень тщательно охраняется, и Карл с Ричардом были вынуждены вернуться в Боскобель, по пути переходя вброд ручей и останавливаясь у «Белых ледях», где узнали о пребывании лорда Уилмот в безопасности в соседнем Мозли-холле. Прогрессу сильно мешали больные и кровоточащие ноги Чарльза, а отданные ему туфли были из грубой кожи и слишком малы. Они добрались до Боскобел-Хауса около 3 часов утра 6 сентября.

### Дуб
Участвовавший в битве при Вустере полковник Уильям Керлесс также прибыл в Боскобел-Хаус. По его предложению он и король провели весь день 6 сентября в соседнем дубе (Королевский дуб), в то время как парламентские войска обыскивали окружающий лес. Измученный король какое-то время спал, поддерживаемый Кэрлессом, который, когда его руки устали, был «вынужден… ущипывать Его Величество до тех пор, пока он не пробудиться, чтобы предотвратить нависшую над ним опасность». Вечером они вернулись в Боскобель-Хаус.
Тем временем Хамфри Пендрелл сообщил об учинённом над ним допросе в штаб-квартире местного ополчения силами парламентского полковника, который подробно расспрашивал его о том, был ли король в «Белых леди»; однако Хамфри убедил офицера, что его там никогда не было. Полковник напомнил Хамфри о награде в 1 тыс. фунтов стерлингов за информацию, которая приведёт к поимке короля, и о «наказании за сокрытие короля, которое было смертью без пощады». Это ещё больше подчеркнуло важность скорейшего вывоза Стюарта из страны. Карл провёл последнюю ночь в укрытии для священника.

### Мозли-Холл
По предложению лорда Уилмота Карл уехал из Боскобеля в Мозли-холл поздно вечером 7 сентября верхом на старой лошади, предоставленной мельником Хамфри Пендреллом. Короля сопровождали все пять братьев Пендреллов и Фрэнсис Йейтс (слуга Чарльза Гиффарда и шурин Пендреллов). Вскоре после отъезда из Боскобеля лошадь споткнулась, и Хамфри Пендрелл пошутил, что это «неудивительно, потому что на её спине вес трех королевств». Группа остановилась у Пендефордской мельницы, где Карл спешился, так как продолжать езду было небезопасно. Трое братьев вернули лошадь, а Ричард и Джон Пендрелл вместе с Фрэнсисом Йейтсом продолжили путь с королем в Мозли-холл.
В Мозли, доме Томаса Уитгрива, Карлу дали еду и сухую одежду, а священник Уитгрива, отец Джон Хаддлстон, вымыл ушибленные и кровоточащие ноги короля. Тронутый Карл сказал Хаддлстону: «Если Богу будет угодно, я приду к своей короне, и вы, и все ваши убеждения будете иметь такую же свободу, как и любой из моих подданных». Он провел ночь и следующие два дня, прячась в Мозли-холле, впервые с 3 сентября заснув в постели. Позже тем же утром он увидел, как мимо проходили некоторые из его бегущих шотландских войск.
Когда парламентские войска прибыли в Зал, короля поспешно спрятали в укрытии для священника, спрятанном за стеной спальни. Войска обвинили Уитгрива в том, что он сражался на стороне короля в Вустере (чего на самом деле не было, хотя он сражался как роялист, прежде чем был ранен и взят в плен в битве при Нейзби в 1645 году). Уитгрив убедил войска, что он слишком слаб, чтобы помочь беглым роялистам, и они ушли, не обыскав дом.

### Попытка бежать в Бристоль
Король больше не чувствовал себя в безопасности в Мозли-холле, и Уилмот предложил ему переехать в резиденцию офицера роялистской армии с 1642 года полковника Лейна и его сестры Джейн Лейн Бентли-холл недалеко от Уолсолла. Уилмот узнал, что Джейн получила разрешение для себя и слуги поехать в Эбботс Ли в Сомерсете с целью навестить ждавшую ребёнка подругу миссис Джордж Нортон. Эбботс Ли располагалось на пути через ущелье Эйвон от важного морского порта Бристоля, и Уилмот предложил королю воспользоваться разрешением и замаскировавшись слугой Джейн отправиться в Бристоль, а оттуда сесть на корабль во Францию. Вскоре после полуночи 10 сентября король уехал в Бентли-холл и прибыл туда рано утром.
Он был одет как сын фермера-арендатора и принял псевдоним Уильям Джексон для следующей части своего путешествия. Группа отправилась в путь, Карл ехал на той же лошади, что и Джейн Лейн. Их сопровождали сестра Джейн Лейн Вити Петре, её муж Джон Петре и родственник и офицер-роялист Генри Ласселлес. Уилмот отказался путешествовать переодетым; он открыто проехал на полмили впереди отряда и сказал, что, если на него обратят внимание, он заявит, что охотится. Группа проехала через Роули-Реджис, затем через Куинтон в Бромсгроув. Когда они прибыли в Бромсгроув, они обнаружили, что лошадь, на которой ехали Карл и Джейн, потеряла подкову. Король, играя роль слуги, отвел лошадь к кузнецу. Рассказывая в будущем эту историю Сэмюэлю Пепису и другим царственная особа сказала: «Держа ногу лошади я спросил кузнеца о новостях. Он сказал мне, что ему не известно никаких новостей, кроме хороших об избиении разбойников-шотландцев. Я спросил его, не было-ли взято в плен кого-либо из присоединившихся к шотландлцам англичан. Он ответил, что не слышал, был ли взят в плен этот негодяй, Карл Стюарт; но некоторые другие, по его словам, были взяты. Я сказал ему, что, если этого негодяя схватят, он заслуживает повешения больше, чем все остальные, за то, что привёл шотландцев. На что он сказал, что я говорю как честный человек; и вот мы расстались».
Группа достигла Вуттон-Уовен, где возле гостиницы собралась кавалерия армии новой модели. Здесь Джон и Уити Петре пошли впереди группы. Король, Джейн Лейн и Генри Ласселлес с большим хладнокровием проскакали сквозь войска. Затем переход продолжился через Стратфорд-апон-Эйвон и в Лонг-Марстон, где они провели ночь 10 сентября в доме другого родственника Джейн Джона Томса. Здесь, в соответствии с его обликом слуги, повар заставил его работать на кухне, заводя вертельный механизм, которым жарили мясо в камине. Карл был неуклюж, и повар сердито спросил его: «Что ты за крестьянин, если не умеешь заводить вертел?» Карл извинился, сказав, что, будучи сыном бедняка, он так редко ел мясо, что не знал, как пользоваться жаровней. Его история была принята, и истинная личность не была раскрыта.
11 сентября они продолжили путь через Чиппинг-Кэмпден, а затем в Сайренсестер, где и заночевали. На следующее утро они отправились в Чиппинг-Содбери, а затем в Бристоль и ближе к вечеру 12 сентября прибыли в резиденцию Нортонов в Эбботс-Ли Ли-Корт. Нортоны не знали о личности короля во время его трехдневного пребывания. Однако бывшие прежде солдатом-роялистом дворецкий Поуп узнал его, и монарх раскрыл себя ему, который позже впустил Уилмота в дом незамеченным. Поуп также попытался найти корабль для короля в порту Бристоля, но обнаружил, что ни один из них не отправится во Францию в течение следующего месяца. Находясь в Эбботс-Ли, Карл решил отвести подозрения, попросив бывшего в личной охране короля в битве при Вустере слугу описать внешний вид и одежду Карла II в битве. Мужчина посмотрел на гостя и сказал: «Король был как минимум на три пальца выше [вас]».
Поскольку никаких кораблей найти не удалось, Поуп предложил королю найти убежище в доме офицера-роялиста полковника Фрэнсиса Уиндема, который жил в сорока милях от него в деревне Трент недалеко от Шерборна на границе графств Сомерсет и Дорсет. Семья Уиндемов была известна Уилмоту и Карлу, поскольку дочь старой кормилицы короля вышла замуж за старшего брата Уиндема Эдмунда. Карл и Уилмот решили отправиться на южное побережье с Джейн. Однако у миссис Нортон внезапно начались схватки, и она родила мертвого ребёнка. Поскольку теперь Джейн не могла покинуть Эбботс-Ли, не вызвав подозрений, Поуп написал поддельное письмо, в котором сообщал ей о серьёзной болезни её отца и необходимости срочно прибыть домой.
Утром 16 сентября Карл отправился в замок Кэри, где заночевал. На следующий день он прибыл в Трент.

### Из Трента в Чармут и обратно
Следующие несколько дней король провел в Трент-Хаусе, пока Уиндем и Уилмот пытались найти корабль из Лайм-Реджиса или Уэймута. Уиндем связался со своим другом из Лайм-Реджиса капитаном Эллесдоном, один из арендаторов которого, Стивен Лимбри, на следующей неделе отплывал в Сен-Мало. Было решено, что Карл и Уилмот могут сесть на судно под видом торговцев, направляющихся взыскать деньги с должника.
22 сентября король поехал в Чармут в компании племянницы леди Уиндем Джулианы Конингсби, притворившись сбежавшей парой. Карл ждал в таверне Queen’s Arms Inn, пока Уилмот договорился с капитаном Лимбри о том, чтобы отвезти их во Францию. Однако Лимбри не появился, поскольку (по его словам) его жена заперла его в спальне, опасаясь за его безопасность.
Утром 23 сентября Карл и Джулиана отправились в соседний Бридпорт, все ещё надеясь, что король сможет уйти с побережья Дорсета. По прибытии они к своему ужасу обнаружили, что город заполнен парламентскими войсками, собирающимися отплыть на остров Джерси. Король смело прошел сквозь солдат к лучшей гостинице и обустроился в комнате. Конюх столкнулся с королем, сказав: «Конечно, сэр, я знаю ваше лицо», но Карл убедил его, что он и конюх одновременно были слугами мистера Поттера из Эксетера.
Тем временем Уилмот остался в Чармуте после того, как его лошадь потеряла подкову. Бывший ветераном парламентской армии конюх гостиницы заподозрил неладное, его подозрения подтвердились, когда кузнец сказал ему, что одна из лошадиных подков была выкована в Вустершире. Узнав, что «сбежавшая пара» уехала в Бридпорт, конюх сообщил об этом своему командиру, который поскакал за ними. Уилмот, также пытавшийся найти короля в Бридпорте, ошибся гостиницей. Он послал слугу найти Карла и сообщил, что они должны встретиться за городом. При встрече они договорились, что им следует вернуться в Трент из-за значительного числа парламентских войск в округе. Двигаясь по небольшой проселочной дороге (Ли-Лейн) в северном направлении, они едва не пропустили группу ехавших из Чармута солдат. Современный мемориальный камень на Ли-лейн увековечивает побег.
Заблудившись, Карл и Уилмот решили остановиться на ночь в деревне Бродвиндзор, в гостинице «Джордж». В тот же вечер прибыл местный констебль с сорока солдатами, которые должны были разместиться в гостинице по пути в Джерси. К счастью для короля, всеобщее внимание было отвлечено рожавшей ребёнка и сопровождавшей отряд женщиной, что позволило королю сбежать на следующее утро и вернуться в Трент-Хаус.

### Из Трента в Шорхем, побег по Францию
Следующие двенадцать ночей Карл провел в Трент-Хаусе, пока продолжал искать путь во Францию. В ночь своего возвращения в дом он встретил двоюродного брата Эдварда Хайда, который знал полковника Эдварда Фелипса из Монтакьют-Хауса. Сам Уиндем предложил помощь своего друга Джона Ковентри, сына бывшего лорда-хранителя Великой печати Томаса Ковентри. Когда Уилмот связался с ним, и Фелипс, и Ковентри пообещали служить Карлу. Проход был заказан на корабле из Саутгемптона 29 сентября, но потом корабль был реквизирован для перевозки войск на Джерси. Затем Фелипс, Ковентри и доктор Хенчман из Солсберийского собора решили проверить побережье Сассекса и связались с полковником Джорджем Гюнтером из Рактона, между Хавантом и Чичестером.
6 октября король, Джулия Конингсби и слуга Уиндема Генри Питерс уехали из Трента в дом вдовы члена парламента Лоуренса Хайда Кэтрин Хайд в Хил-Хаусе в Вудфорде, между Солсбери и Эймсбери. Как только король прибыл, он сделал вид, что уехал навсегда: катался по округе, посещал Стоунхендж и, наконец, вернулся, о чём знала только миссис Хайд. 7 октября Уилмот посетил полковника Гюнтера, который нашел французского купца Франциска Манселла, ныне проживающего в Чичестере. Вместе они договорились с капитаном Николасом Таттерселлом, чтобы перевезти короля и Уилмота из Шорхэма на угольной лодке «Сюрприз» за 80 фунтов стерлингов.
Рано утром 13 октября король и Фелипс поехали из Хил-хауса в Уорнфорд-Даун, где встретили Уилмота и Гюнтера. Оттуда группа отправилась в Хэмблдон, где жила сестра Гюнтера и в доме которой они остановились на ночь. На следующий день они поехали в расположенную в пятидесяти милях рыбацкую деревню Брайтхелмстоун (ныне Брайтон), остановившись перекусить в Хоутоне, прежде чем отправиться в деревню Брамбер, которая, к их ужасу, была заполнена солдатами. Гюнтер решил, что им остаётся смело проехать через деревню. Когда они уходили, к ним быстро подъехал отряд из пятидесяти солдат, а затем промчался мимо по узкой улочке, сильно напугав путешественников. В деревне Бидинг Гюнтер оставил группу, чтобы ехать одному, в то время как остальные продолжили путь другим маршрутом, встретившись с Гюнтером в гостинице «Джордж» в Брайтхельмстоуне вечером 14 октября.
Гюнтер знал, что гостиница «Джордж» — безопасное место для ночлега. Однако когда прибыл капитан Таттерселл, он узнал короля и пришел в ярость. Его ярость привлекла внимание трактирщика, который также узнал Карла, ибо был слугой Карла I. Стюарт, в свою очередь, узнал трактирщика и заметил Гюнтеру, что «этот парень знает меня, а я его; Надеюсь, он честный малый». Тем временем разгневанный Таттерселл потребовал ещё 200 фунтов стерлингов в качестве платы за риск. Как только король и Гюнтер согласились, Таттерселл безоговорочно поклялся служить королю. Затем король ненадолго отдохнул, прежде чем отправиться к лодке в Шорхэме, в нескольких милях к западу.
Около 2 часов ночи 15 октября Король и Уилмот сели на «Сюрприз», который через пять часов отплыл во время прилива. Через два часа после этого в Шорхэм прибыл кавалерийский отряд, чтобы арестовать короля, получив приказ найти «высокого черноволосого мужчину ростом шесть футов два дюйма».
Король и Вильмот высадились во Франции в Фекане, недалеко от Гавра, утром 16 октября 1651 года.

## Франция, возвращение на родину
На следующий день король отправился в Руан, а затем в Париж, чтобы остаться со своей матерью, королевой Генриеттой Марией. Он не должен был возвращаться в Англию в течение девяти лет.
За смертью Оливера Кромвеля в 1658 году последовали два года политической неразберихи, приведшие к восстановлению монархии в 1660 году. По возвращении Карла II в Англию, Джейн Лейн, Томас Уитгрив и Ричард Пендрелл стали получать ежегодную пенсию в 200 фунтов, из которых 100 должны были выплачиваться потомкам Ричарда Пендрелла на неограниченный срок. Остальные братья Пендрелл получали меньшие пенсии. Пенсии Пендерелам до сих пор выплачиваются ряду потомков. В какой-то момент срок действия пенсии Уитгрива истек (возможно, она так никогда и не была выплачена), как и пенсии Джейн Лейн.
Некоторые семьи, помогавшие королю, были награждены гербами или дополнениями к существующему гербу. Герб, врученный полковнику Кэрлессу, представлял собой дуб на золотом поле с красной феской с тремя королевскими коронами, представляющие королевства Англии, Шотландии и Ирландии. Герб украшен гражданской короной из дубовых листьев, опоясывающей скрещенные меч и скипетр. Пендерелы использовали идентичные гербы, различающиеся по цвету: серебряное поле и чёрный герб, герб с королевской короной вместо гражданской короны. Герб Лейнов был увеличен за счет добавления кантона с тремя львами Англии.

## Последствия
В последующие годы Карл любил подробно рассказывать о своем побеге, его воспоминания записали граф Кларендон Эдуард Хайд, врач Джордж Бейт и Сэмюэл Пипс.
Во время своего побега Карл вступил в тесные отношения с людьми, с которыми обычно не общался. Помощь простых людей, судя по всему, дала ему ощущение искренней любви, чего он редко испытал бы при дворе в обычное время.
Когда он умирал вечером 5 февраля 1685 года, его брат и наследник герцог Йоркский привел к его постели отца Джона Хаддлстона, с которым король проводил время в Мозли-холле и который тогда проживал в Сомерсет-Хаусе, говоря: «Сир, этот добрый человек когда-то спас вам жизнь. Теперь он пришел спасти вашу душу». Король подтвердил, что желает умереть в лоне римско-католической церкви, а затем Хаддлстон выслушал исповедь короля и провел помазание и виатикум. После восшествия на престол Якова II Хаддлстон продолжал жить с королевой Екатериной в Сомерсет-Хаусе.

## Память
- Вскоре после Реставрации Стюартов художнику Исааку Фуллеру[англ.] было поручено создать серию из пяти картин, посвященных первым дням побега. Созданные им картины «Король в Уайт Ледис», «Король в Боскобельском лесу», «Король и полковник Керлесс на дубе», «Король Карл II на мельничной лошади Хамфри Пендерела» и «Король Карл II и Джейн Лейн, едущие в Бристоль» выставлены в Банкетинг-хаус в Уайтхолле в Лондоне.
- В день рождения Карла II 29 мая 1664 года парламентским актом был объявлен Днём дубового яблока, в книгу общих молитв была внесена специальная служба. На протяжении более 200 лет день рождения короля отмечался ношением веточки дубовых листьев в память о событиях. Традиция больше не соблюдается.
- Сотни гостиниц и трактиров по всей стране до сих пор называются Королевский дуб, как и восемь кораблей Королевского флота.
- Побег из Англии ежегодно отмечается яхт-клубом Сассекса в День дубового яблока гонкой на яхтах из Брайтона в Фекамп под названием «Королевская гонка побега».[44]
- Ещё одно празднование проводится каждый год в Королевском госпитале в Челси в день, обозначенный как День основателя, который проходит недалеко от Дня дубового яблока. В День основателя пенсионеров Королевской больницы осматривает член британской королевской семьи.
- Тропа Королевский путь[англ.] длиной в 625 миль, начинающаяся с места битвы в Вустере и завершающаяся в Шорхэме[англ.][45].
- Роман Уильяма Гаррисона Эйнсворта «Боскобел, или королевский дуб» (1871 год).
- Песня группы «Barnstormer» 1649 во главе с Attila the Stockbroker «Monarch’s Way», в которой событие описывается с республиканских позиций[46].
- Вальтер Скотт. Вудсток, или Кавалер (1826)
- Роман Джоржетт Хейер «Бегство короля» (1938 год).
- В романе Джиллиан Бэгвелл 2011 года «Королева сентября» рассказывается о роли, которую Джейн Лейн сыграла в побеге Чарльза. Книга была выпущена в Великобритании в 2012 году под названием «Любовница короля».
- Лунный всадник — британский фильм плаща и шпаги 1958 года, слабо основанный на последних днях побега.